# Provinsen Storhertugdømmet Niederrhein
Provinsen Storhertugdømmet Niederrhein (tysk: Provinz Großherzogtum Niederrhein) var en provins i Kongeriget Preussen som eksisterede fra 1815 til 1822. Provinsen blev den 18. juni 1815 oprettet efter Wienerkongressen. 
Den 22. juni 1822 blev provinsen slået sammen med naboprovinsen Jülich-Kleve-Berg til den nye Rhinprovinsen.
Hovedstaden i Storhertugdømmet Niederrhein var Koblenz.
50°22′N 7°36′Ø / 50.367°N 7.600°Ø